# ريك أكيرمان
ريك أكيرمان (بالإنجليزية: Rick Ackerman)‏ هو لاعب كرة قدم أمريكية أمريكي، ولد في 16 يونيو 1959 في لا غرانت في الولايات المتحدة.

## وصلات خارجية
- ريك أكيرمان على موقع مرجع كرة القدم المحترفة.كوم (الإنجليزية)